# Дочь есть дочь
«Дочь есть дочь» (англ. A Daughter's A Daughter) — роман, написанный Агатой Кристи и впервые опубликованный в Великобритании издательством Heinemann 24 ноября 1952 года. В сентябре 1963 года был выпущен в мягкой обложке издательством Dell Publishing. Это был пятый из шести романов Агаты Кристи, написанных под псевдонимом Мэри Уэстмакот (англ. Mary Westmacott). Первоначально Кристи написала его как пьесу в 1930-х годах. Он не похож на привычный для стиля Агаты Кристи роман.

## Сюжет
После долгих лет одиночества Энн Прентис, будучи вдовой, влюбляется в Ричарда Колдфилда и надеется обрести новое счастье. Но её единственная дочь Сара не может принять идею матери вновь выйти замуж. Ревность и обида разрушают их родственные чувства и разводят в стороны. Энн вынуждена делать выбор между мужчиной, которого она любит, и единственной дочерью.

## Театральная постановка
Кристи предложила театральные права на пьесу театральному продюсеру Питеру Сондерсу (который позже продюсировал «⁣Мышеловку»). Сондерс предложил внести изменения, чтобы сделать текст более актуальным. Театрализованная адаптация, написанная самой Кристи, дебютировала в Королевском театре в Бате 9 июля 1956 года и длилась всего одну неделю. Пьеса также была представлена как произведение Мэри Уэстмакот, но истинная личность Агаты Кристи была раскрыта, и слава криминального писателя обеспечила хороший кассовый отклик. Однако Сондерс считал, что комедия недостаточно хороша для лондонской сцены, и Кристи отказалась от проекта.
После смерти Агаты Кристи права на пьесу перешли к её дочери Розалинде Хикс, которая никогда не любила это произведение, потому что считала, что персонаж Сары был вдохновлён ею. После смерти Хикс в 2004 году продюсер Билл Кенрайт поставил пьесу в лондонском Вест-Энде с Ханискал Уикс в главной роли. Кенрайт охарактеризовал пьесу как «жестокую и невероятно честную». Но, как предсказывал Питер Сондерс, работа не имела большого успеха у критиков и публики.